# Rue Geefs
Pour les articles homonymes, voir Geefs.
La rue Geefs (en néerlandais : Geefsstraat) est une rue bruxelloise de la commune de Schaerbeek qui va de la rue Josaphat à la rue des Coteaux en passant par la rue Massaux.
La numérotation des habitations va de 1 à 53 pour le côté impair et de 2 à 54 pour le côté pair.

## Origine du nom de la rue
La rue porte le nom d'un sculpteur et ancien bourgmestre (1852-1860) schaerbeekois, Guillaume Geefs, né à Anvers le 10 septembre 1805 et décédé à Schaerbeek le 19 janvier 1883.

D'autres voies ont reçu le nom d'un ancien bourgmestre schaerbeekois :
- place Colignon
- avenue et place Dailly
- avenue Docteur Dejase
- avenue Raymond Foucart
- place Général Meiser
- rue Goossens
- rue Herman
- avenue Huart Hamoir
- rue Guillaume Kennis
- rue Ernest Laude
- rue Massaux
- boulevard Auguste Reyers
- rue Van Hove

## Adresse notable
- no 5 : E-Égalité